# Aeroporto di Marina di Campo

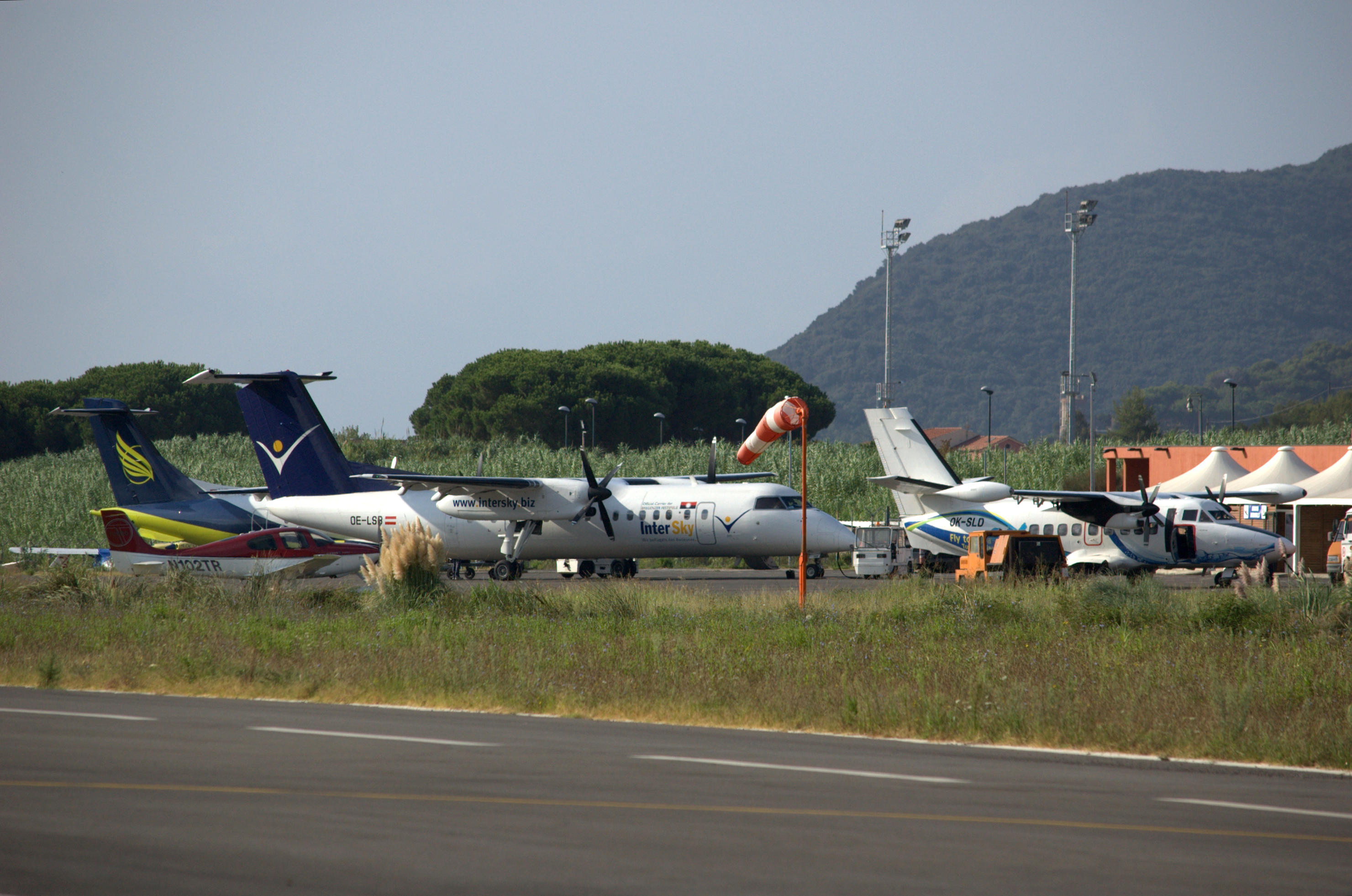
De weekends zijn het drukst op Marina di Campo. Van rechts naar een links een Let L-410 Turbolet van Silver Air (in de kleuren van ElbaFly), een Dash 8 van InterSky en de staart van een Dornier Do 328 van Sky Work Airlines

Luchthaven Marina di Campo (Italiaans: Aeroporto di Marina di Campo) (IATA: EBA, ICAO: LIRJ) is het enige vliegveld op het Italiaanse eiland Elba. Het ligt in het zuidelijke deel van het eiland, ongeveer 2 kilometer ten noorden van Marina di Campo nabij de baai van Campo nell'Elba.
Het werd in 1963 aangelegd op het enige daartoe geschikte vlakke terrein van het eiland. Het had aanvankelijk enkel een graspiste van 750 meter. In 1991 werd die geasfalteerd. Ze heeft een lengte van 949 m. Het smalle terrein heeft geen taxibaan. Het vliegveld kan enkel gebruikt worden door kleinere verkeersvliegtuigen die op een korte afstand kunnen landen en opstijgen, zoals de Dornier Do 328, de Bombardier Q300 en de Let L-410 Turbolet.
Marina di Campo is in privéhanden. De eigenaar is de firma Aerelba S.p.A. en de uitbater is Alatoscana S.p.A. Het vliegveld wordt vooral gebruikt voor de algemene luchtvaart, toeristische rondvluchten en om toeristen van en naar Elba te vervoeren in het zomerseizoen. Deze vluchten worden uitgevoerd door de luchtvaartmaatschappijen InterSky uit Oostenrijk, Sky Work Airlines uit Zwitserland en ElbaFly (uitgevoerd door de Tsjechische maatschappij Silver Air).